# Lentizelle
Lentizellen oder Korkporen sind Bereiche des Korks (Periderms) von Holzpflanzen, in denen eine durch Aufreißen der obersten Zellschicht (Epidermis) entstandene Öffnung, unter der sich abgestorbene, nicht fest miteinander verbundene Korkzellen befinden, einen Gasaustausch zwischen der Umgebungsluft und dem lebenden Gewebe unterhalb der Lentizelle ermöglicht. Lentizellen sind an Stämmen und Zweigen von Sträuchern oder Bäumen als kleine, rundliche oder längliche Ausstülpungen („Korkwarzen“) erkennbar; sie bilden sich auch an Stelzwurzeln und Pneumatophoren.
Für Äpfel werden die Menge, Anzahl und Form der Lentizellen auf der Schale zu Beschreibung der Sorte herangezogen. Einige Äpfel, wie beispielsweise die Sternrenette, werden sogar nach entsprechend auffälligen Lentizellen benannt.

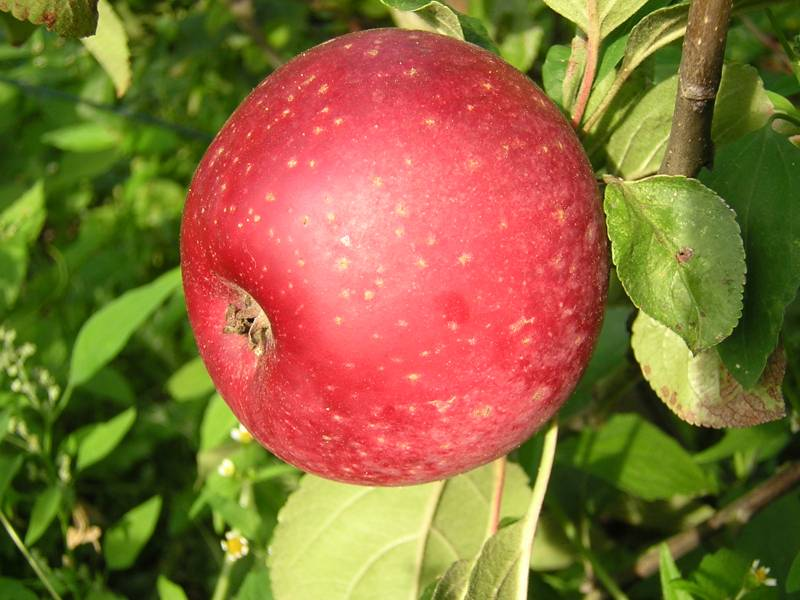
Frucht der Sorte Rote Sternrenette mit auffälligen Lentizellen

Lentizellen entstehen im Verlauf der Korkbildung. Unterhalb der Epidermis bildet ein Korkkambium (Phellogen) Korkzellen; diese äußere Schicht der Rinde aus Kork ersetzt schließlich die Epidermis. Korkzellen sind durch Suberineinlagerung für Gase und Wasser undurchlässig. An Stellen mit hoher Teilungsaktivität des Phellogens (oft unterhalb einer Spaltöffnung) entsteht durch die Produktion von Korkzellen eine Schwellung, die das Phellogen nach innen drückt und die Epidermis einreißen lässt. Die hier produzierten und nach der Suberineinlagerung absterbenden, rundlichen Füllzellen lösen sich voneinander und liegen locker unterhalb der Öffnung. Über die Zwischenräume zwischen den Zellen (Interzellularen) kann ein Gasaustausch stattfinden, wie in Experimenten mit radioaktiv markiertem Kohlendioxid oder mit Infrarot-Gasanalysatoren nachgewiesen werden kann.
Die von lebenden Schließzellen gebildeten Spaltöffnungen (Stomata) in der Epidermis photosynthetisch aktiver Gewebe dienen ebenfalls dem Gasaustausch; im Unterschied zu Lentizellen werden Spaltöffnungen allerdings von der Pflanze aktiv geöffnet oder geschlossen.